# ACTION 日本を動かすプロジェクト
『ACTION 日本を動かすプロジェクト』（アクション にほんをうごかすプロジェクト）は、日本テレビとNNNが、2008年の日本テレビ開局55年を記念して始め、2013年まで行われた、大型キャンペーン報道企画。
本項では、この企画の流れを汲む大型企画で、東日本大震災から10年を迎える2021年3月11日に放送された『NNN 未来へのチカラ』についても触れる。

## 概要
- 日本テレビ報道局に所属するスタッフ全員（およそ500人）が、2008年1年間かけて、日本でのさまざまな問題の真相を深く掘り下げ、解決しようとする企画。日本テレビ始まって以来のスペシャル企画でもある。
- 大きな事件などのような緊急時以外でも報道局がちょっとした仕掛けをすることで、全ての報道・情報番組が一丸となり、本気で解決したいテーマを1年間通してキャンペーン報道として展開し、また番組の枠組みを超えてその問題の解決へ向けた取り組みを進めるためのスペシャル番組を行うという取り組みからこの企画がなされた。
- 各番組では例えば、『NEWS ZERO』では医療問題（医者不足）や闇サイト問題、『NNN Newsリアルタイム』（現在は番組終了）では食品偽装事件、『真相報道 バンキシャ!』では未解決事件や教育崩壊など、それぞれ現代日本が最も直面している問題点を1つずつクローズアップし、集中的に特集を組むほか、1月6日の第1回特番を皮切りに随時（期首・期末特番など）全参加番組が一体となった特番を放送している。途中から、読売テレビも『ウェークアップ!ぷらす』が地方の悲鳴というテーマで参加している。
- 当初は1年間限定だったものの、好評だったことや継続取材を行っていく必要があるため、2009年以降も引き続き新たなテーマを加えて続けられる。
- かつて、報道局発の年末恒例の報道特番として『超特大生放送プラス1』『超合体・特大生放送バンキシャ!プラス1』といった番組が設定されていたが、それらの役割も本企画内の特番で継承している。
- 2010年からはロゴが変更され、今までのメガホンに大文字の「ACTION」から、吹き出しに小文字の「action!」となった。
- 2012年からは再びロゴが変更され、赤い矢印の中に「action!」となった。
- 番組公式ツイッターは2013年4月27日をもって更新されておらず、番組公式サイトも閉鎖されていることから、このプロジェクトは2013年4月21日の『action! 日本を動かすプロジェクト アベノミクスで給料は上昇? 日本の行方』をもって事実上終了したものと思われる。

## 参加番組
- 『真相報道 バンキシャ!』 - 主に「未解決事件」を担当
- 『NEWS ZERO』 - 主に「医療問題」を担当
- 『news every.』 - 2010年から参加
- 『ウェークアップ!ぷらす』 - 読売テレビ制作、日本テレビ系列で放送している番組。2008年中間報告特番から参加、主に「地方の悲鳴」を担当

過去の参加番組
- 『NNN Newsリアルタイム』 - 2009年まで参加
- 『報道特捜プロジェクト』 - 2008年のみ参加、主に「リサイクルの闇」を担当

## 特別番組
- 放送日時はすべて日本時間（JST）で表記する。

### 2008年
キックオフ特番
2008年1月6日18:00 - 19:58（『バンキシャ!』と『ザ!鉄腕!DASH!!』の枠）に放送（この特番のみ収録。クロスネット局のテレビ大分とテレビ宮崎では19:00飛び乗りをせず、19時台は別番組に差し替え。）。「キックオフ特番」と題し、2008年1年間にどのような内容を調査、解決していくのかを発表。
なお、関東地区では、同年3月2日15:00 - 16:25に再放送（ただし、一部再構成した形での再放送）。
中間報告特番
2008年5月5日16:00 - 19:00（各局夕方ニュースワイドショー及び『Newsリアルタイム』枠）に生放送。「中間総括・経過報告特番」と題し、今まで取材・報道を進めてきた各問題が、どのように進展したのか、していないのか等を報告。なお、この回から、読売テレビ制作の「ウェークアップ!ぷらす」が『地方の悲鳴』というテーマで参加。
途中17:50 - 18:10まで『NNNニュース』を放送（18:05 - 18:10はローカル枠）。ただし、通常のNNNニュースと異なり、スタジオから放送され、ACTION仕様のテロップが使用された。天気予報は全国の天気を放送（18:05頃のパートは各地域の天気）した。またこれとは別に第2部開始の16:53 - 16:58まで「最新ニュース」を放送。この時は、報道フロアからの放送。
なお、16:00 - 16:53が第1部、16:53 - 17:50が第2部、NNNニュースを挿んで18:10 - 19:00が第3部となっており、ローカル番組の関係でフルネット放送を行わない系列局（下記を参照）は、この区切りで飛び乗り・飛び降りを行った（NNNニュースを除く全編がローカルセールス枠扱いだった）。
フルネットを行わなかった局
- 青森放送（第1部・第2部のみネット、18:05からはミニ番組・18:16からは「RABニュースレーダー」）
- テレビ岩手（第1部・第3部のみネット、第2部の時間帯は「5きげんテレビ」）
- 秋田放送（第2部・第3部のみネット）
- 四国放送（第2部のみネット、18:05からは「フォーカス徳島」）
- 鹿児島読売テレビ（第2部・第3部のみネット）

ACTION WEEK (2008)
2008年9月8日 - 9月14日の一週間は「ACTION WEEK（アクションウィーク）」として、各番組で追い続けている「ACTION」を集中放送。ただし、系列局では放送されていないものもある（ほぼ全国に放送できたのは『NEWS ZERO』『ウェークアップ!ぷらす』『真相報道 バンキシャ!』の3番組）。
2008年総括特番
2008年12月23日16:53 - 20:54に生放送。「総括特番2008ファイナル」と題し、この1年間の調査結果や1年間の取材を通して、それぞれの問題が解決できた（または解決の方向へ動き出せた）のかを報告する。また、2009年における取材テーマを、街頭インタビューをもとにして決める。
途中17:39 - 17:55まで『NNNニュース』を放送（17:50 - 17:55はローカル枠）。

### 2009年
ACTION WEEK (2009)
2009年2月23日 - 3月1日の一週間は「ACTION WEEK（アクションウィーク）」として、2009年に各番組で取り上げる「ACTION」を集中放送。ただし、系列局では放送されていないものもある（ほぼ全国に放送できたのは『NEWS ZERO』『ウェークアップ!ぷらす』『真相報道 バンキシャ!』の3番組）。
ACTION 2009 日本が動いた…報告3時間生SP
2009年10月12日15:55 - 19:00に生放送。15:55 - 16:55が第1部、16:55 - 19:00が第2部として放送された。一部地域を除き、第2部からの飛び乗りとなる。
途中16:34 - 16:53/17:51 - 18:11/18:51 - 18:54まで『NNNニュース』を放送（16:51 - 16:53まで天気予報・18:00 - 18:08および18:51 - 18:54は各地のローカルニュースに差し替え）。
- フルネット局
  - 日本テレビ、札幌テレビ、福島中央テレビ、山梨放送、北日本放送、広島テレビ、日本海テレビ、くまもと県民テレビ
- 第1部をネットしない局
  - 競艇LIVE「第56回全日本選手権競走」準優勝戦（台風18号による順延のため、優勝戦の放送予定を変更）を放送のため
    - 読売テレビ（制作キー局）、青森放送、テレビ岩手、静岡第一テレビ、中京テレビ、西日本放送、山口放送、高知放送、福岡放送、長崎国際テレビ、鹿児島読売テレビ（関東など一部地域では独立UHF局や他系列局で、BSではBS-TBSで放送）

  - 通販番組や他系列の遅れネット番組など放送のため
    - 秋田放送、山形放送、テレビ金沢、四国放送、南海放送

  - その他
    - ミヤギテレビ（「OH!バンデス」を放送）、テレビ新潟（「トキめき新潟国体総集編」を放送）、テレビ信州（「情報ワイド ゆうがたGet!」を放送）、福井放送（「おじゃまっテレ」を放送）

ACTION 日本が動いた!2009全記録SP
2009年12月23日15:55 - 19:00に生放送。15:55 - 16:55が第1部、16:55 - 19:00が第2部として放送された。一部地域を除き、第2部からの飛び乗りとなる。
途中16:51 - 16:53まで天気予報、17:52 - 18:12まで『NNNニュース』を放送。
- フルネット局
  - 日本テレビ、札幌テレビ、山形放送、山梨放送、静岡第一テレビ、日本海テレビ、くまもと県民テレビ
- 第1部をネットしない局
  - SG競艇LIVE「第24回賞金王決定戦」を放送のため
    - 広島テレビ・山口放送・四国放送・高知放送・長崎国際テレビ・鹿児島読売テレビ

  - 通販番組や他系列の遅れネット番組など放送のため
    - 青森放送、秋田放送、南海放送

  - その他
    - テレビ岩手（テレショップと「5きげんテレビ」を放送）
    - ミヤギテレビ（「OH!バンデス」を放送）
    - 福島中央テレビ（「ゴジてれChu!」を放送）
    - テレビ信州（「情報ワイド ゆうがたGet!」と「奥さまはホームドクター」を放送）
    - テレビ新潟（「夕方ワイド新潟一番」を放送）
    - 北日本放送（「発進!セントラム」と「いっちゃん!KNB」を放送）
    - テレビ金沢（「第7回石川県市町村対抗ふるさと駅伝」を放送）
    - 福井放送（「リアルタイム おじゃまっテレ」を放送）
    - 中京テレビ（「踊る!さんま御殿」（再）を放送）
    - 読売テレビ（「芸能界のダメットさん!!読売テレビ冬の感謝祭」を放送）
    - 西日本放送（ytv「愛の修羅バラ!」を放送）
    - 福岡放送（「めんたいワイド」を放送）

### 2010年
action!ウィーク (2010)
2010年4月19日 - 4月28日の一週間は「action!ウィーク（アクションウィーク）」として2010年の各番組で取り上げる「action!」を集中放送。
action!日本を動かすプロジェクト 2010
2010年4月29日15:55 - 19:00に生放送。15:55 - 16:55が第1部、16:55 - 19:00が第2部として放送された。また、この回から『NNN Newsリアルタイム』を引き継いだ『news every.』が参加。
途中17:55 - 18:05まで『NNNニュース』を放送。前回同様、action!仕様のテロップが使用されたが、報道フロアからではなくスタジオから放送された。
- フルネット局
  - 日本テレビ、札幌テレビ、北日本放送、広島テレビ、日本海テレビ、山口放送、くまもと県民テレビ
- 第1部をネットしない局
  - レギュラー編成（ローカルワイド・自他系列の遅れ放送・再放送など）を放送
    - 青森放送、秋田放送、テレビ岩手、山形放送、ミヤギテレビ、福島中央テレビ、テレビ信州、テレビ新潟、福井放送、静岡第一テレビ、中京テレビ、読売テレビ、西日本放送、四国放送、高知放送、南海放送、福岡放送、長崎国際テレビ、鹿児島読売テレビ

  - 特別番組を放送
    - 山梨放送（Jリーグ2部『ヴァンフォーレ甲府VSコンサドーレ札幌』を放送）
    - テレビ金沢（ドキュメンタリー特番などを放送）

action!緊急企画 普天間基地と鳩山首相“迷走”をとめるには!?
2010年5月29日10:30 - 11:25に生放送。ただし、関東ローカルとして放送された。
action!ウィーク (2010 第2弾)
2010年8月8日 - 8月14日までの一週間は「action!ウィーク」として各番組で民主党政権が行っている各種政策について検証する。
action!スペシャル・ニッポンの処方箋
2010年12月17日20:30 - 21:00に放送。ただし、日テレNEWS24（同月23日の同時間帯に再放送）のみで放送された。建築家坂茂と笛吹雅子キャスターが対談。
action!日本を動かすプロジェクト 2010年のニッポンを総括するスペシャル
2010年12月23日15:55 - 19:00に生放送。15:55 - 16:55が第1部、16:55 - 19:00が第2部として放送された。
途中17:06 - 17:15/18:51 - 18:53まで『NNNニュース』を放送（17:13 - 17:15は天気予報、18:51 - 18:53は各地のローカルニュースに差し替え）。
- フルネット局
  - 日本テレビ、札幌テレビ、山形放送、福島中央テレビ、山梨放送、静岡第一テレビ、広島テレビ、南海放送、日本海テレビ、福岡放送、くまもと県民テレビ
- 第1部をネットしない局
  - レギュラー編成（ローカルワイド・自他系列の遅れ放送・再放送など）を放送
    - 秋田放送、テレビ岩手、ミヤギテレビ、テレビ信州、テレビ新潟、北日本放送、福井放送、中京テレビ、西日本放送、四国放送

  - 特別番組を放送
    - 青森放送、山口放送、高知放送、長崎国際テレビ、鹿児島読売テレビ（テレビ大阪制作・SG競艇LIVE「第25回賞金王決定戦競走優勝戦」を放送）
    - テレビ金沢（「第8回石川県市町対抗ふるさと駅伝」を放送）
    - 読売テレビ（「かんさい情報ネットten!特別編〜お宝発見!街かど☆トレジャー淡路島スペシャル」（レギュラーコメンテーターであるますだおかだ増田の担当する番組内コーナーの年末特番）を放送）

### 2011年
緊急報道 action!特別版 連続幼女誘拐・殺人事件で新事実
2011年3月6日13:20 - 14:15に北関東連続幼女誘拐殺人事件関連の内容を放送。ただし、関東ローカルとして放送された。
action!日本を動かすプロジェクト がんばろうニッポン
2011年3月21日15:55 - 19:00に生放送。15:55 - 16:55が第1部、16:55 - 19:00が第2部として、東日本大震災関連の内容（福島第一原子力発電所事故を含む）が放送された。当初は「ニッポンが動く10の法則」として放送予定だった。
途中16:58 - 17:02/17:38 - 17:47/18:02 - 18:06/18:35 - 18:37/18:49 - 18:53まで『NNNニュース』を放送（18:49 - 18:53は各地のローカルニュースに差し替え。天気予報は放送されなかった）。
また、この回は東日本大震災関連の報道特番扱いで、BS日テレ・日テレNEWS24でもサイマルネットされた(BS日テレでは一部分のみ)。
番組エンディングでは、次回の放送日時は発表されなかった。
- フルネット局
  - 日本テレビ、札幌テレビ、テレビ岩手、ミヤギテレビ、福島中央テレビ、日本海テレビ、くまもと県民テレビ
- 第1部をネットしない局
  - レギュラー編成（ローカルワイド・自他系列の遅れ放送・再放送など）を放送
    - 中京テレビ、読売テレビ

  - 特別番組を放送

action!スペシャル・ニッポンの処方箋 (3月)
2011年3月26日5:00 - 5:30に放送。ただし、関東ローカルとして放送された（翌27日20:00 - 20:30に日テレNEWS24で再放送）。ジャーナリストの池上彰と笛吹雅子キャスターが対談。
action!スペシャル・ニッポンの処方箋 (4月)
2011年4月28日21:00 - 21:30に放送。ただし、日テレNEWS24のみで放送された（同月30日4:00 - 4:30、5月7日21:00 - 21:30にもそれぞれ同チャンネルで再放送）。小児外科医の吉岡秀人と笛吹雅子キャスターが対談。
action!日本を動かすプロジェクト 徹底討論!「未来への復興会議」
2011年6月11日14:30 - 16:00に放送。ただし、日テレ・テレビ岩手・ミヤギテレビ・福島中央テレビのみで放送された（日テレNEWS24でも同時放送）。笛吹雅子キャスターに加え、ゲストとして河野太郎（自民党衆議院議員）、寺田学（民主党衆議院議員）、澤田哲生（東京工業大学原子炉工学研究所助教授）、田中優（未来バンク事業組合理事長）、長瀧重信（長崎大学名誉教授・国際被ばく医療協会名誉会長）、山地憲治（地球環境産業技術研究機構研究所長）の6名が出演。
巨大地震が大都市東京を襲う…action!震災特番　迫る危機を総力取材
2011年9月11日14:00 - 14:55に放送。ただし、関東ローカルとして放送された。

### 2012年
NNN報道特番『action!』日本を動かすプロジェクト2012〜13
2012年5月26日14:30 - 15:55に放送。
NNN報道特番『action!』日本を動かすプロジェクト日本を良くする処方箋
2012年11月10日15:30 - 16:55に放送。

### 2013年
action! 日本を動かすプロジェクト アベノミクスで給料は上昇? 日本の行方
2013年4月21日14:30 - 16:55に放送。インフラや雇用問題、介護ロボット、日本の農業について特集する。フジサンケイレディスクラシックをネットするテレビ大分・テレビ宮崎を除いたNNN系列26局同時ネット。

## 出演者
※名前の横の丸印は、以下の意味を指す。なお、下記以外については出演した特番を括弧書きで示す。
- - ◎ : キックオフ・中間報告・2008年統括特番のすべてに出演（担当）した人
  - ● : キックオフ・中間報告特番のみ出演（担当）した人
  - ○ : 中間報告・2008年総括特番のみ出演（担当）した人
- 2009年の中間報告特番については、過去の特番と違い、スタジオでの本編出演者は司会の福澤・笛吹と『NEWS ZERO』の村尾、『ウェークアップ!ぷらす』の辛坊の4人のみ。ニュース担当は森だけでなく近野と佐藤も加わった。外部ゲストも福島瑞穂消費者担当大臣と原口一博総務大臣のみだった。

### 総合司会
- 福澤朗◎
- 小林麻央（キックオフ特番のみ担当）
- 笛吹雅子○

### 各番組担当
- 真相報道 バンキシャ!
  - 福澤朗、菊川怜（2008年 - 2009年9月）、鈴江奈々（2009年10月 - 2013年3月、『NEWS ZERO』も兼任）、夏目三久（2013年4月 - ）
- NNN Newsリアルタイム（平日版）※2008年、2009年のみ
  - 笛吹雅子、近野宏明
- NEWS ZERO
  - 村尾信尚、小林麻央（2008年 - 2009年12月）、山岸舞彩（2013年4月 - ）
- 報道特捜プロジェクト※2008年のみ
  - 井田由美、矢島学（『リアルタイム』土曜版も担当）
- ウェークアップ!ぷらす（2008年中間報告特番より参加）
  - 辛坊治郎
- news every.（平日版）※2010年から参加
  - 藤井貴彦、丸岡いずみ（2010年4月 - 2011年9月）

### ゲスト
- 河上和雄◎（『バンキシャ!』ご意見バン!<コメンテーター>）
- 高畑淳子◎
- 山里亮太●（南海キャンディーズ）
- 山本シュウ○（NEWS ZEROの「急増するエイズ」企画で出演）
- 高田延彦（キックオフ特番のみ出演）
- 八田亜矢子（同上）
- 山本梓（同上）
- えなりかずき（2008年総括特番のみ出演）
- 関根麻里（同上）

※2009年中間報告特番以降は芸能人のゲストはなくなり、前述のように取り上げた内容に応じた各分野の担当閣僚などがゲストで登場するようになる。

### ナレーター
- 立木文彦
- 大塚芳忠（『バンキシャ!』も担当）
- 宮迫博之（雨上がり決死隊、2009年中間報告特番のみ）
- 夏木マリ（2010年特番より）
- 奥田民義（2011年特番のみ）

### その他
NNNニュース
- 森麻季○
- 近野宏明（2009年中間報告特番、2009年総括特番のみ）
- 佐藤義朗（2009年中間報告特番のみ、主にスポーツ・エンタメ系のニュース読みを担当）
- 藤井貴彦（2010年特番より）
- 丸岡いずみ（2010年特番のみ）
- 鈴江奈々（2010年総括特番のみ）
- 小熊美香（2011年特番のみ）

天気予報
- 木原実○

街頭インタビュー（2008年 - 2010年総括特番のみ）
- 目指せ!1万人アンケート（2008年総括特番のみ）
  - 東京・ミッドタウン - 丸岡いずみ（日本テレビ報道局キャスター）
  - 大阪・中之島 - 虎谷温子（読売テレビアナウンサー）
  - 札幌・札幌駅前 - 近藤麻智子（札幌テレビ放送アナウンサー）
- ACTION2010 鳩山さんコレやって!
  - 東京・ミッドタウン - 鈴江奈々（日本テレビアナウンサー）
  - 大阪・新梅田シティ - 虎谷温子（読売テレビアナウンサー）
- あなたが心配した…2010年の日本
  - 東京・ミッドタウン - 小熊美香（日本テレビアナウンサー）

## スタッフ
- 企画：杉本敏也（以前は、CP兼任）
- 構成：久利一、藤田亨
- TM：高木冬夫
- 美術P：松崎純一
- デザイン：星野充紀
- 音響効果：島野高一
- TK：桜井英美子
- リサーチ：大野泰平
- アシスタントプロデューサー：岩崎都（ファランクス）
- 編成：小野隆史
- 取材・D：清水潔（日本テレビ）、川崎正明（日本テレビ）、山田千恵美（読売テレビ）、川辺登（日本テレビ）、田中尚（CWV）、松村亮一（スローハンド）、杉本純子（オフィス ともだち）、川崎文平（創輝）、坂本晋司、内藤拓美
- 制作協力：読売テレビ、スローハンド、創輝、CWV、ウッドオフィス、トップシーン
- スタジオD：立岩康
- ユニットプロデューサー：加宮貴博（日本テレビ）
- 総合演出：中瀬真生（日本テレビ）
- プロデューサー：向後淳（日本テレビ）、大泉純子（読売テレビ）、小林整司（日本テレビ）、小山和行（日テレ アックスオン）、和田隆（創輝）、大隅正睦（スローハンド）、新井千秋（ウッドオフィス）
- チーフプロデューサー：山田克也（日本テレビ）、小林景一（日本テレビ）、森田公三（日本テレビ）、結城豊弘（読売テレビ）
- 制作著作：日本テレビ

### 過去のスタッフ
- 総合演出：下村忠文
- プロデューサー：千葉知紀、尾崎浩行

## NNN未来へのチカラ

### 概要
- 東日本大震災から10年を迎えるのを機に、民放キー局5局とNHKが『過去の経験から学んで明日へ繋げる』ことを目的に、2021年3月6日 - 3月31日の期間中にNHK・民放6局防災プロジェクト『キオク、ともに未来へ。』の共通テーマでニュース企画やドキュメンタリー番組などの企画開発から番組制作までを放送局の垣根を超えて実施する[1]。
- 当該プロジェクトに参加する特別番組として、日本テレビとNNNが震災発生後に取材した被災者を再び取材するなどしながら解決すべき課題について考えるべく制作されるのがこの番組である。正式タイトルは『NNN未来へのチカラ ミヤネ屋×every.×zero×バンキシャ！特別版』[2]。

### 出演者
- 情報ライブ ミヤネ屋 - 宮根誠司
- news every. - 藤井貴彦、鈴江奈々、陣内貴美子
- news zero - 有働由美子
- 真相報道 バンキシャ! - 福澤朗、夏目三久

### 特別ゲスト
- 池上彰

### 放送日時
- 2021年3月11日 13:55 - 19:00
  - ただし、NNN枠は13:55 - 15:50、16:50 - 18:15となるため、一部地域はローカル編成の関係で途中飛び乗り・飛び降りを実施する。